# Паулюс Бор
Паулюс Бор (нід. Paulus Bor, близько 1605, Амерсфорт, Республіка Об'єднаних провінцій — 10 серпня 1669, там же) — голландський художник, представник «золотої доби», член художнього товариства «Перелітні птахи».

## Біографія

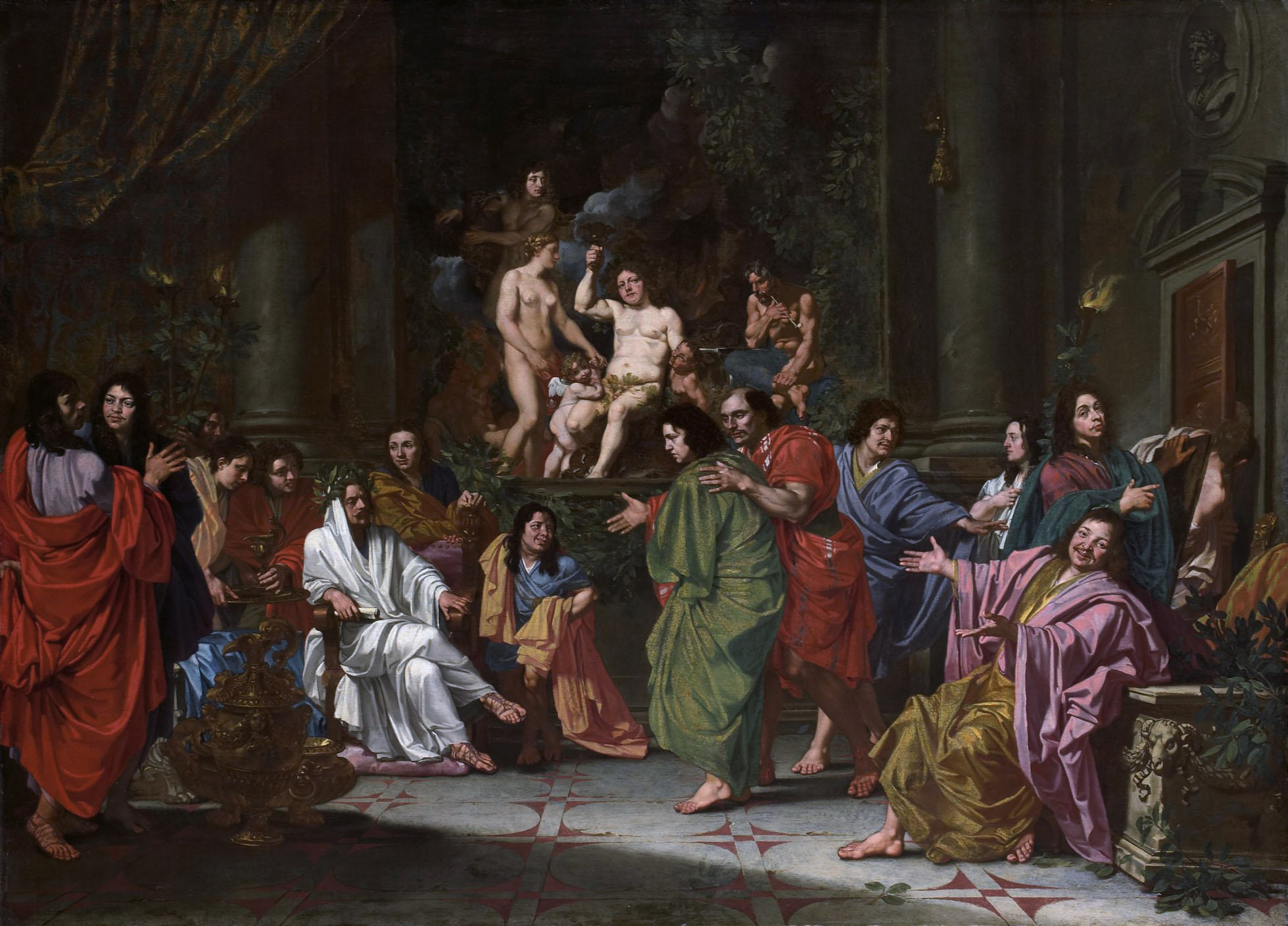
Невідомий художник. Ритуал прийняття до членів товариства «Перелітні птахи», 1660

Народився імовірно 1605 року (іноді називається більш рання дата — близько 1601 року) і походив з впливової і багатої католицької сім'ї. З документів відомо, що 1577 року його дід Янс Бор входив до числа найвизначніших громадян Амерсфорту. Його батько, також Паулюс Бор, був продавцем текстилю. Художник був третім сином у сім'ї.
Нічого не відомо про дитинство Паулюса Бора. Припускають, що він здобув гарну освіту, проте невідомо, у кого хлопчик навчався живопису. 1623 року відправився до Італії. Найраніший запис про нього — документ саме 1623 року, який свідчить, що він проживав (під італійською формою свого імені — «Паоло Бур») в будинку в прихіді Сант-Андреа-делле-Фратте в Римі разом з трьома іншими художниками, чиї імена не відомі. У 1624 і 1625 роках ділив будинок на площі Іспанії і на вулиці В'язів з голландським художником Яном Лінсеном (за іншою версією — з двома з трьох своїх попередніх друзів) і незаможним італійським живописцем Мікеланджело Черквоцці. У Римі став одним із засновників групи художників, знаної тоді як «Перелітні птахи» (нід. «Bentvueghels»). Товариство, до якого входили переважно голландські художники, було скандально відоме в Італії через свої гучні обурливі свята. На одному з анонімних малюнків (1623 рік, зберігається в музеї Роттердама) Бор зображений зі своїми друзями в жартівливій сценці. Бахус, бог вина, сидить посередині, а Паулюс Бор і його друг Ян Лінсен — у юрмі членів Товариства «Перелітні птахи» праворуч від нього. Прізвисько Бора було «Орландо» імовірно на честь головного героя поеми Лудовіко Аріосто «Несамовитий Роланд»), а Яна Лінсена — «Ермафродіто».
1626 року повернувся в Амерсфорт, де став членом Гільдії Святого Луки. 1628 року написав великий сімейний портрет («Сім'я Ван Ваневельт, що розмовляє про благодать», 120 × 320 сантиметрів), на якому зображено щонайменше тринадцяти осіб. Ця картина знаходиться в церкві святого Петра при лікарні Блокланда в Амерсфорті. Існує дуже мало інших датованих робіт Бора, тому хронологію його картин важко встановити. Після повернення до Нідерландів він деякий час працював у стилі караваджистів, але незабаром опинився під впливом класицизму.

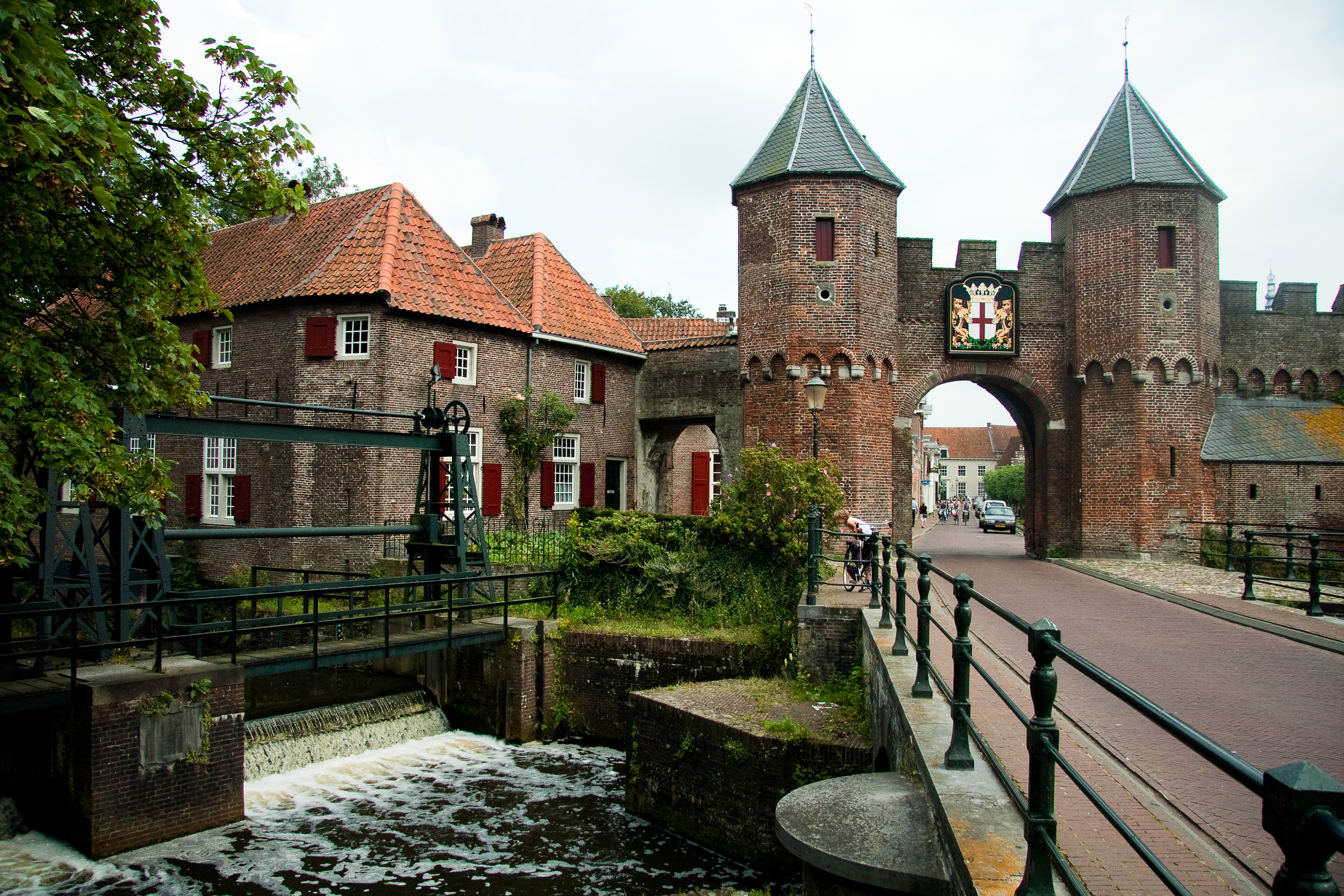
Амерсфорт, де художник народився та помер

У той час Бор був настільки відомий, що 1638 року Якоб ван Кампен залучив його до роботи над прикрашанням палацу Фредеріка Гендріка в Гонселерсдейке, який не зберігся до нашого часу. Бор і ван Кампен залишалися в тісному контакті один з одним до смерті ван Кампена 1657 року. Деякі з пізніх робіт ван Кампена тривалий час приписувалися Бору.
1656 року Бор, який був католиком, став регентом богадільні «Підвал бідняків». Він розписав там одну з кімнат, яка збереглася до нашого часу.
1632 року Бор одружився з Алейдою ван Крахтвейк (нід. Aleijda van Crachtwijck), що походила з впливової патриціанської родини, яка проживала в Амерсфорті. Їхнє сукупне майно в документах на момент одруження оцінювалося в 10 000 гульденів, що дає деяке уявлення про ступінь їхнього багатства. Постійними джерелами доходу сім'ї були рента та прибуток від інвестицій. У подружжя було кілька дітей.
Помер 10 серпня 1669 року. Його друзі, які були присутні на похороні, відзначили цю подію в стилі померлого художника, випивши цілу бочку вина. Художник залишив значну спадщину дружині, яку після її смерті 1687 року розділили між їхніми двома дочками, неодруженою Юдіт Христиною і одруженою Анною Мартою.

## Особливості стилю та сюжетів
Художник вважається одним із найвідоміших представників голландського живопису бароко і розглядається як посередник між утрехтським караваджизмом і гарлемським класицизмом. Деякі мистецтвознавці відзначають як його слабкі сторони дилетантизм, еклектичний стиль і випадковість вибору сюжетів для своїх картин.
Враховуючи багатство своєї сім'ї, художник, ймовірно, був меншим залежним від художніх запитів своїх замовників. Цим пояснюють мистецтвознавці вибір художником сюжетів, які не викликали інтересу у його сучасників, та його зображення самотніх, занурених у меланхолію жіночих постатей.
Всього збереглося дві дюжини достовірних робіт художника. Більшість його збережених картин це полотна, близькі значно пізнішому натуралізму, в яких фахівці насилу ідентифікують сюжет. У них переважає споглядальний початок, вони створені, як вважають, для освіченої частини еліти голландського суспільства. Відзначають, що попри свій католицизм, Бор створив лише кілька релігійних картин, серед них виділяється «Христос серед вчителів» (Центральний музей Урехта, датується близько 1635 року, іноді атрибутується не самому художнику, а його школі). Найвідоміша картина Бора — «Благовіщення Гавриїлом близької смерті Богоматері» (нід. «De Annunciatie door Gabriel aan de Maagd van haar ophanden zijnde dood», між 1635 і 1640 роками, Національна галерея Канади, Оттава). Ця картина має те ж драматичне освітлення, витончені драпірування, які характерні для утрехтського зображення. Мистецтвознавці відзначають схожість з ранніми картинами Рембрандта — чіткий профіль, несподівані повороти шиї, інтенсивний колір. Найближча стилю Бора картина Рембрандта «Бенкет Валтасара», створена 1635 року. Більшість найважливіших з художнього погляду робіт художника створені в кінці 1630-х років. Нетрадиційна інтерпретація іконографії, специфічний тип фігури, майже карикатурні обличчя і гладка поверхня мазка є особливостями, що характеризують творчість Бора. Мистецтвознавці визначають особливий тип жіночої краси, характерний для його картин: «повне, м'яке обличчя, коротка шия, довге вільне волосся і мрійливий вираз обличчя».
Художник вибирав рідкісні міфологічні сюжети для своїх картин. На картині «Кідіппа з яблуком Аконтія» (Державний музей, Амстердам) зображена подібна сцена з невеликої поеми Каллімаха: під час свята Артеміди на Делосі юнак Аконтій закохався в Кідіппу і, щоб змусити її одружитися, спираючись на вірування, що кожна клятва, виголошена в храмі богині Артеміди, має бути виконана, вибрав час, коли Кідіппа була в храмі, і кинув до її ніг яблуко з написом: «Клянуся святилищем Артеміди, що вийду заміж за Аконтія». Кідіппа прочитала вголос напис і викинула яблуко. Богиня почула обіцянку Кідіппи і щоразу, коли та збиралася вийти заміж за іншого, вражала її хворобою, зрештою вона погодилася на шлюб з Аконтієм.
Картину «Сидяча оголена, що миється біля печі» британський мистецтвознавець Філіп Гук вважає попередницею модернізм. Дівчина відвертається від нас, тому ми бачимо її ззаду в три чверті. Вона сидить на низькому стільці або лаві, піднявши коліна, її руки притиснуті до тіла, лікті зігнуті. Дівчина повністю оголена, на її голові вінок з ніжних синіх і червоних квітів. Поруч дзеркало з позолоченою рамою, притулене до кошика або декоративної коробки. Композиція настільки ретельно продумана, що створюється враження не жанрової картини, а натюрморта. Мистецтвознавців дивує атмосфера картини — спокій, майже повна відсутність часу і руху. Враховуючи надзвичайну рідкість оголеної натури в жанрових сценах 1640-х років і схильність Бора до рідкісної іконографії, мистецтвознавці припускають, що картина може бути і не жанровою сценою. Це може бути сцена зі Старого завіту, а дівчина — Ветсавія, але в голландському інтер'єрі XVII століття. Історія Давида і Вірсавії (Друга книга Царств, 11:1-27) мала давню живописну традицію в Нідерландах. Рембрандт також зобразив Ветсавію як звичайну голландську жінку.
Існує низка елементів, які несумісні з жанровою сценою та пов'язують картину з біблійною історією: вінок у волоссі та золота нитка, на якій вона сидить. Жоден із цих елементів не бував частиною гардеробу простої голландської жінки в так просто мебльованій кімнаті. Дзеркало з його важкою золотою рамою, а також коробка та кошик теж здаються мистецтвознавцям недоречними. Найважливіше — це маленький аркуш паперу на підлозі, який може бути листом царя Давида, що згадується у Писанні. Його присутність може пояснювати атмосферу нерухомості, що пронизує композицію, — дівчина сидить і розмірковує про те, що вона робитиме.

## Галерея

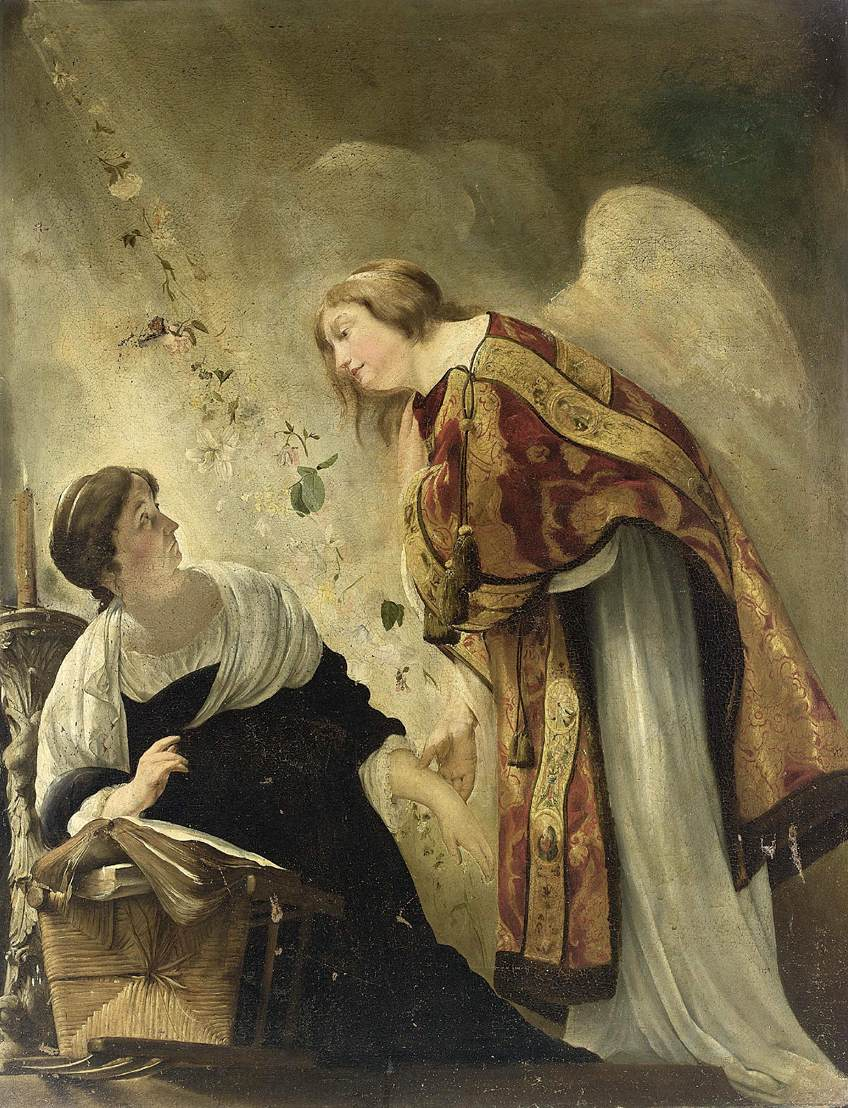
Благовіщення Гавриїлом близької смерті Богоматері
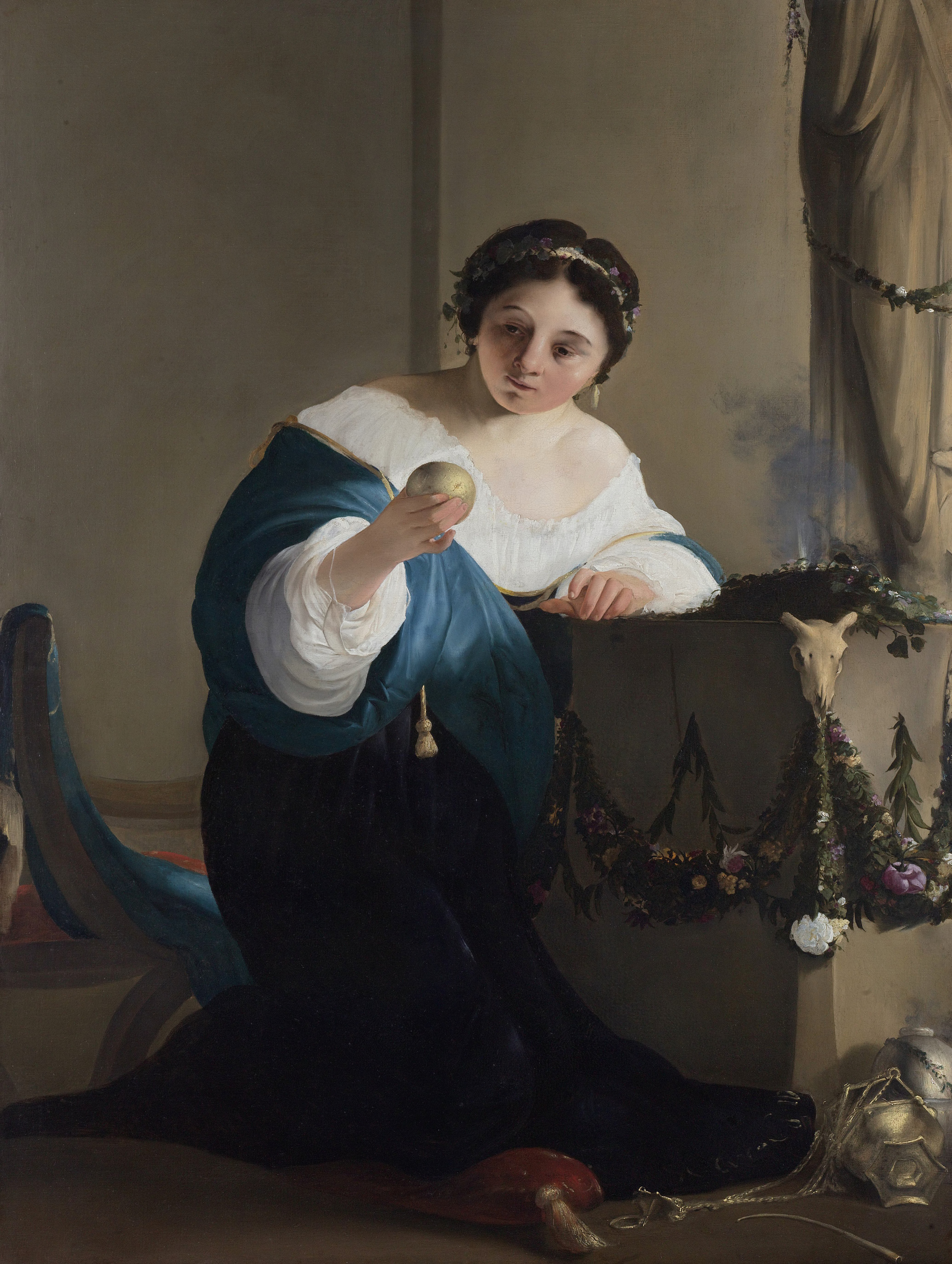
Кідіппа з яблуком Аконтія, між 1620 і 1669
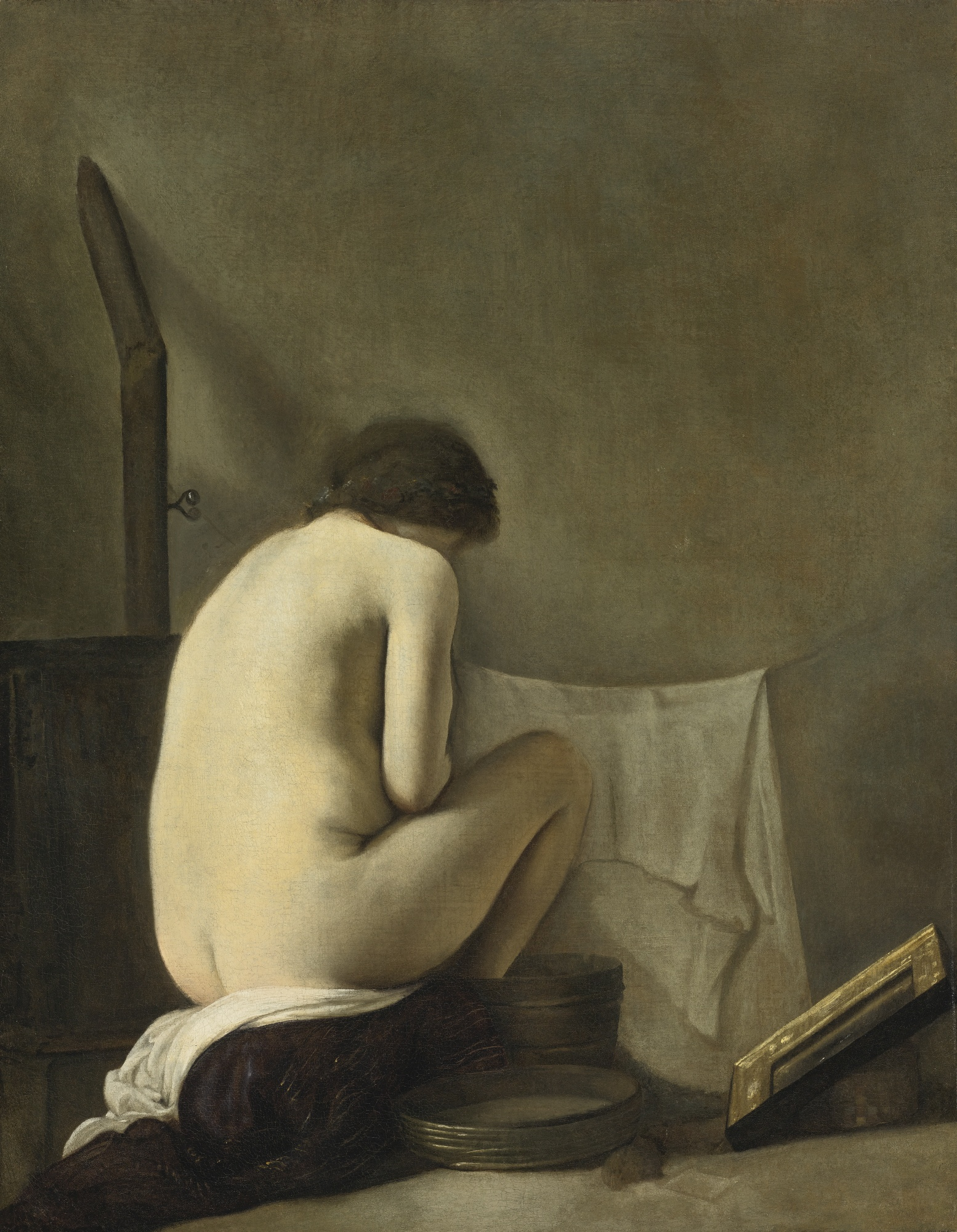
Сидяча оголена, миється біля печі
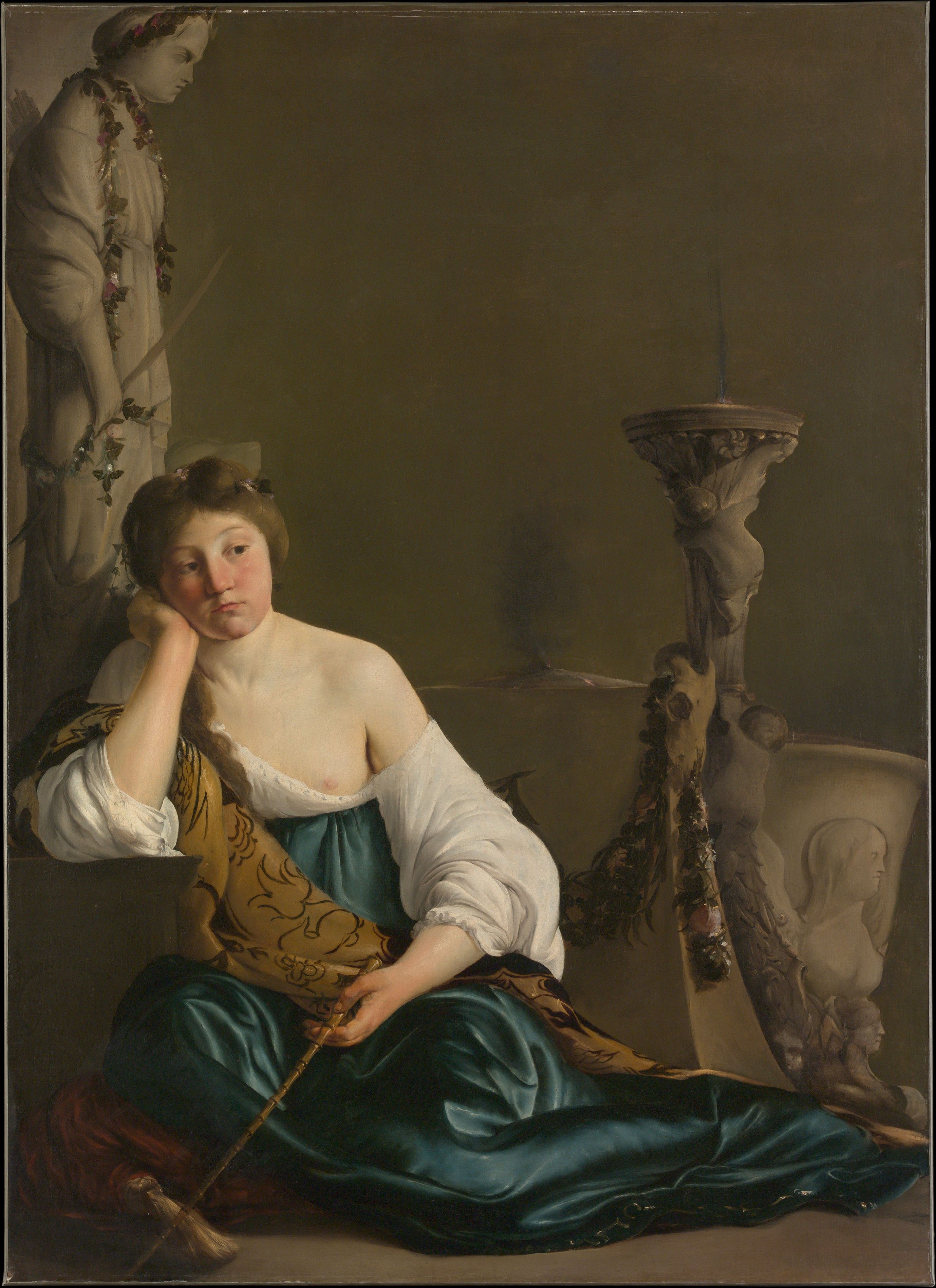
Розчарована Медея («Чародійка»), музей Метропоітен[19], около 1640
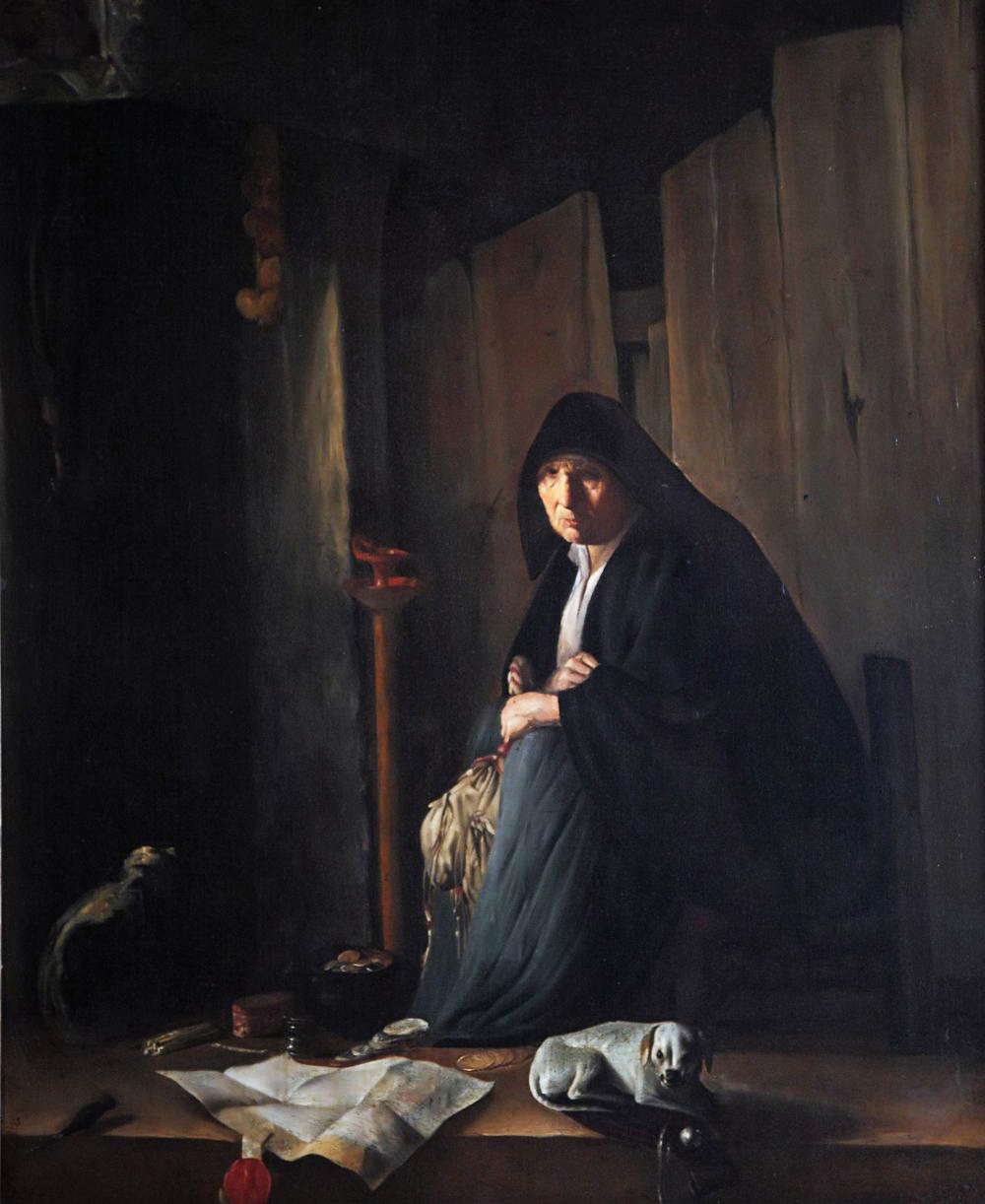
Алегорія жадібності
Торговець квітами, 1640

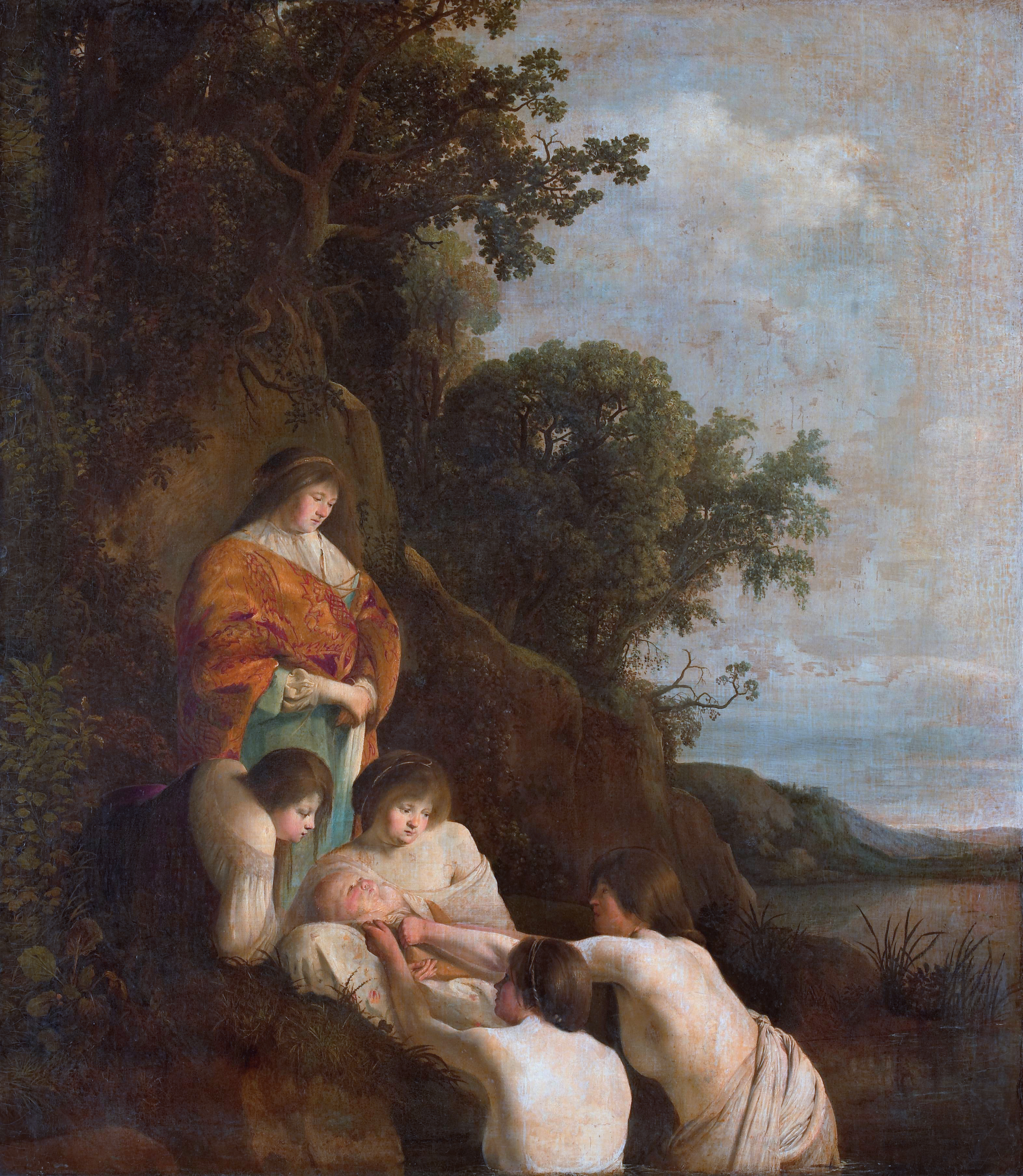
Паулюс Бор і Корнеліс Вром. Дочка фараона знаходить Мойсея, 1635—1638
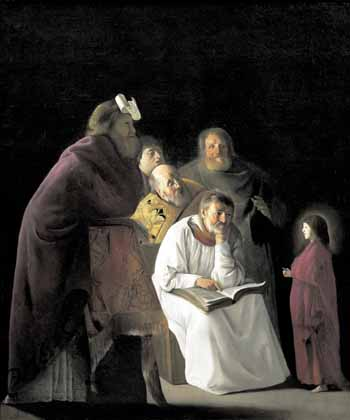
Христос серед вчителів, близько 1635